# Thonnance-les-Moulins
Thonnance-les-Moulins là một xã thuộc tỉnh Haute-Marne trong vùng Grand Est đông bắc nước Pháp.